# Cercaphus
Cercaphus was in de Griekse mythologie een van de Heliadae, zonen van Helios en Rhode. Samen met zijn broer Ochimus bleef hij op het eiland Rhodos nadat hun broer Tenages door de overige vier zonen was vermoord, en zij moesten vluchten. Ochimus, de oudste van de zeven broers, werd de koning van Rhodos. 
Cercaphus trouwde met de dochter van Ochimus, Cydippe (of Cyrbia), en erfde als gevolg daarvan het eiland. In een alternatieve versie van het verhaal huwde Ochimus zijn dochter uit aan Ocridion, maar ontvoerde Cercaphus haar, omdat hij verliefd op Cydippe was geworden. Zij keerden niet terug tot Ochimus oud was geworden.
Cercaphus en Cydippe kregen drie zonen, Lindus, Ialysus en Camirus. Na de dood van hun vader deelden zij het eiland in drie delen op, waar zij elk een stad stichtten die hun naam droeg (de moderne steden Lindus, Ialyssos en Kameiros).